# Tenzing Norgay
Tenzing Norgay (vall de Kharta, Tibet, 15 de maig de 1914 - Darjeeling, 9 de maig de 1986) fou un muntanyista nepalès/tibetà, que assolí ser el primer ésser humà, juntament amb Edmund Percival Hillary, a fer el cim de l'Everest.

## Biografia
Tenzing Norgay era un xerpa, i els xerpes són coneguts i utilitzats per fer expedicions perquè compten amb l'adaptació a les grans altures.
La primera vegada que va anar professionalment a la muntanya va ser el 1936, amb l'expedició d'Eric Shipton al Garhwal. Posteriorment prengué part en l'expedició britànica a l'Everest el 1938, al Nanga Parbat (1950), Nanda Devi amb els francesos (1951) i dues expedicions suïsses a l'Everest (1952) dirigides per en Raymond Lambert, que foren els primers intents seriosos de pujar a l'Everest pel costat nepalès. A aquesta darrera expedició en Tenzing Norgay va arribar per primera vegada als 8.599 m, alçada mai assolida fins aleshores.
Es va fer famós, quant a les 11:30 del matí del 29 de maig de 1953, va coronar l'Everest, juntament amb Sir Edmund Hillary, formant part de l'expedició britànica que dirigia Sir John Hunt.
El 1978 va fundar una empresa dedicada a oferir serveis als nombrosos alpinistes i excursionistes que visitaven Nepal.
Es va casar tres vegades, la seva primera dona va morir jove, i amb ella va tenir un fill, que morí sent un infant, i dues filles, Nima i Pem Pem. La segona dona era Ang Lahmu. Va prendre la tercera muller quan la segona encara vivia, cosa permesa pels costums xerpes, i hi va tenir el tercer fill Jamling Tenzing Norgay que ha continuat la tradició, i pujà a l'Everest el 1996.
Norgay morí el 9 de maig de 1986 a la ciutat índia de Darjeeling als 71 anys.

## Alpinisme

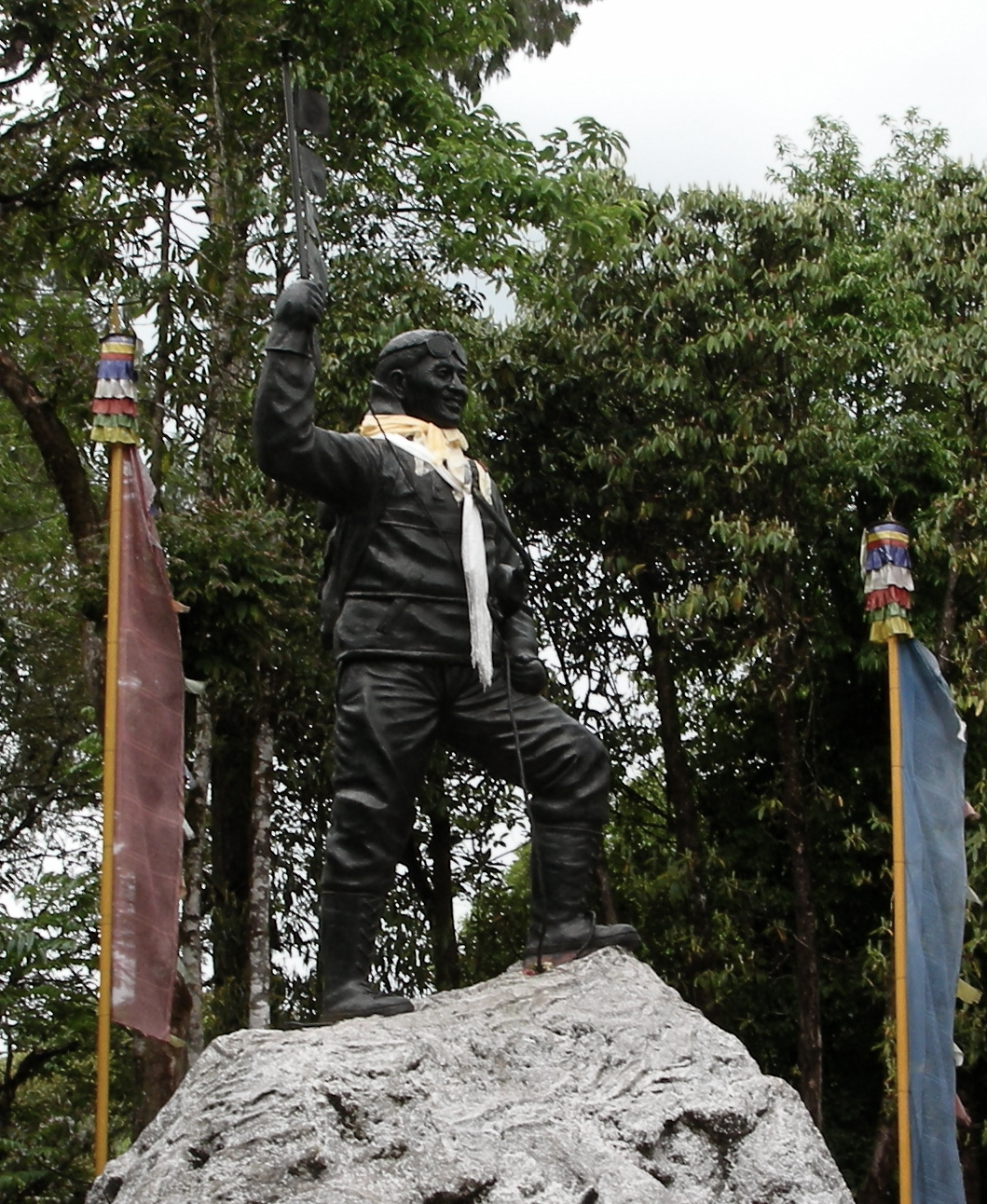
Estàtua de Norgay a l’Institut d'Alpinisme de l'Himàlaia

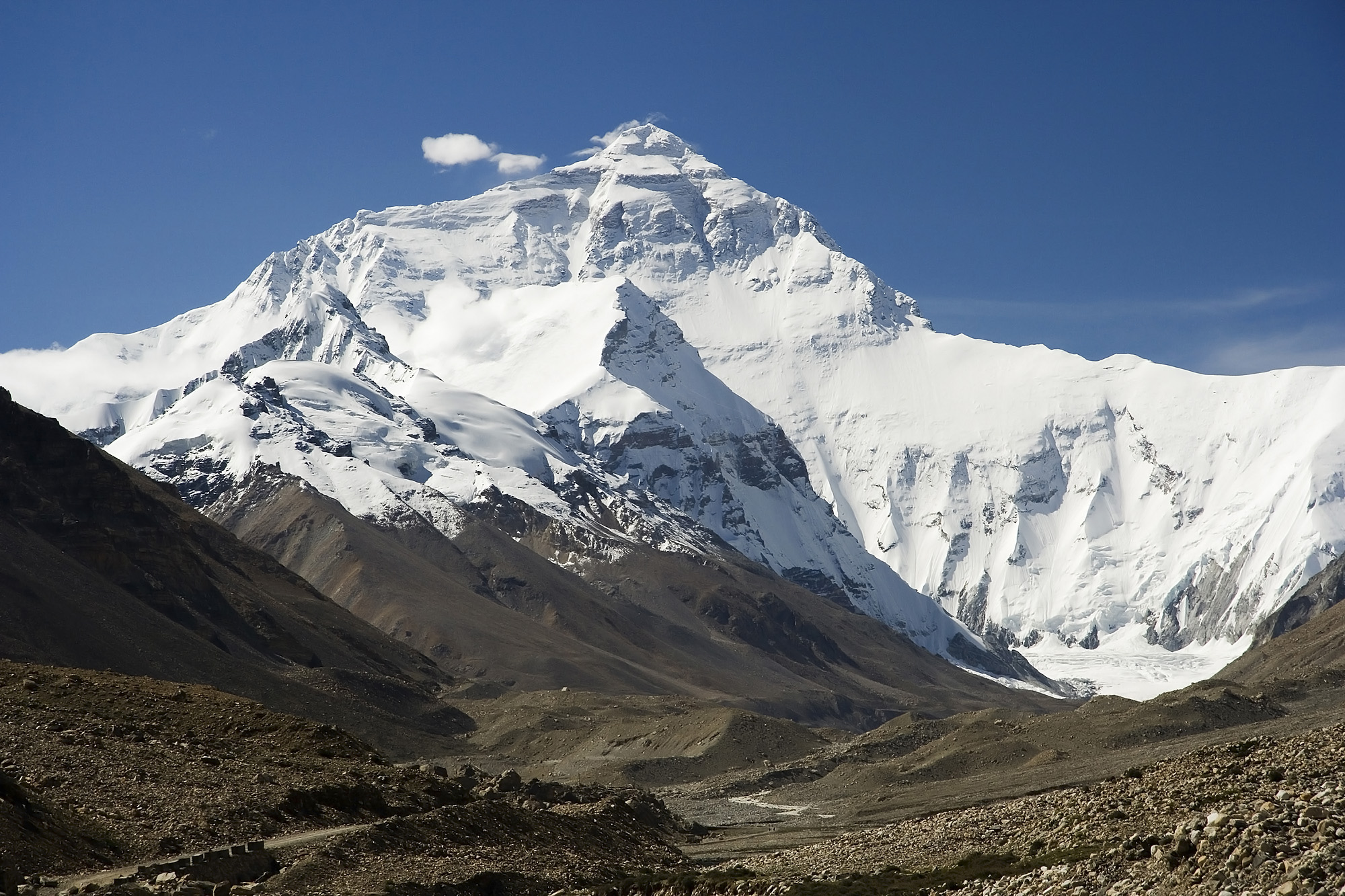
Everest

Norgay va rebre la seva primera oportunitat d'unir-se a una expedició a l'Everest als 20 anys, quan Eric Shipton estava muntant l’expedició britànica de reconeixement de l'Everest de 1935. Després que altres dos possibles membres de l'equip no van passar les proves mèdiques, Norgay va ser impulsat pel seu amic Ang Tharkay, un sardar xerpa que havia estat a l’expedició britànica de l'Everest de 1933. El seu atractiu somriure va cridar l'atenció de Shipton, que va decidir agafar-lo.
Norgay va participar com a portador a gran altitud en tres intents oficials britànics d'escalar l'Everest des del costat nord tibetà als anys trenta. A l’expedició de 1936, va treballar amb John Morris. També va participar en altres ascensions a diferents punts del subcontinent indi. Durant un temps a principis de la dècada del 1940, Norgay va viure a l'estat príncep de Chitral (llavors a l'Índia, més tard part del Pakistan). La primera dona de Norgay va morir i va ser enterrada allà. Va tornar a Darjeeling amb les seves dues filles durant la partició de l'Índia de 1947, i va aconseguir travessar l'Índia amb tren sense bitllet amb un dels vells uniformes del major Chapman.
El 1947, Norgay va participar en un intent infructuós de la cimera de l'Everest. L'alpinista d'origen canadenc Earl Denman, Ange Dawa Sherpa i Norgay van entrar il·legalment al Tibet per intentar l'ascens, un intent que va acabar quan una forta tempesta els va colpejar a 6.705 m. Denman va admetre la derrota i tots tres van tornar sans i estalvis. El 1947, Norgay es va convertir en sirdar d'una expedició suïssa per primera vegada després d'haver ajudat a rescatar Sirdar Wangdi Norbu, que havia caigut i estava greument ferit. L'expedició va arribar al cim principal de Kedarnath a 6.940 m a l'oest de Garhwal, Himàlaia amb Norgay en l'equip del cim.

## 1952 Expedició suïssa a l'Everest
L'any 1952 va participar en les dues expedicions suïsses liderades per Edouard Wyss-Dunant (primavera) i Gabriel Chevalley (tardor), els primers intents seriosos d'escalar l'Everest des del vessant sud (nepalès), després de dues expedicions de reconeixement anteriors als Estats Units i al Regne Unit els anys 1950 i 1951. Raymond Lambert i Tenzing Norgay van poder assolir una alçada d'uns 8.595 m a la carena sud-est, establint un nou rècord d'altitud d'escalada. L'expedició va obrir una nova ruta a l'Everest que es va escalar amb èxit l'any següent. Norgay i Raymond Lambert van assolir el 28 de maig l'altura rècord de 8.600 m, i aquesta expedició, durant la qual Norgay va ser considerat per primera vegada com a membre de ple dret de l'expedició («el major honor que m'havien fet mai») va forjar una amistat duradora entre Norgay i els seus amics suïssos, en particular Raymond Lambert. Durant l'expedició de tardor, l'equip es va veure aturat pel mal temps després d'arribar a una altitud de 8.100 m.

## Èxit a l'Everest
| « | Ha estat un llarg camí ... Des d'un coolie de muntanya, portador de càrregues, fins a un portador d'un abric amb fileres de medalles que va en avions i es preocupa per l'impost sobre la renda. | » |

El 1953, Tenzing Norgay va participar en l'expedició de John Hunt; Tenzing havia estat anteriorment a l'Everest sis vegades (i Hunt tres). Un membre de l'equip va ser Edmund Hillary, que va caure en una escletxa, però es va salvar de tocar el fons per la ràpida acció de Norgay en assegurar la corda amb el seu piolet, la qual cosa va fer que Hillary el considerés el company d'escalada preferit per a qualsevol intent futur del cim.
En aquell moment, els informes dels diaris es referien a ell com a Tensing, Tenzing, Tenzing Bhotia, Tenzing Norgay, Tensing Norkey, Tenzing Sherpa o Dan Shin, com va suggerir un acadèmic indi.
L'expedició de Hunt va comptar amb un total de més de 400 persones, incloent 362 portadors, 20 guies xerpes i 4.000 kg d'equipatge, i com moltes expedicions d'aquest tipus, va ser un esforç d'equip.
L'expedició va establir el camp base el març de 1953. Hillary va escriure el 1975 sobre la primera trobada amb Norgay a Katmandú el 5 de març de 1953: 
| « | Tenia moltes ganes de conèixer Tenzing Norgay. La seva reputació havia estat molt impressionant fins i tot abans dels seus dos grans esforços amb l'expedició suïssa... Tenzing feia realment el paper: més gran que la majoria dels xerpes, era molt fort i actiu; el seu somriure brillant era irresistible; i va ser increïblement pacient amb totes les nostres preguntes i peticions. El seu èxit en el passat li havia donat una gran confiança física: crec que fins i tot llavors esperava ser membre del partit d'assalt final... No obstant això, un missatge va arribar de manera molt positiva: Tenzing tenia una ambició personal substancialment més gran que qualsevol xerpa: m'havia conegut | » |

Treballant lentament, l'expedició va instal·lar el seu penúltim campament al coll Sud, a 7.894 m. El 26 de maig, Tom Bourdillon i Charles Evans van intentar l'ascens, però van tornar enrere quan el sistema d'oxigen d'Evans va fallar. La parella havia arribat al cim sud, arribant a 91 m verticals del cim. Hunt va dir a Norgay i Hillary que anessin al cim.
La neu i el vent van mantenir la parella al coll sud durant dos dies. Van sortir el 28 de maig amb un trio de suport format per Ang Nyima, Alfred Gregory i George Lowe. Norgay i Hillary van plantar una tenda a 8.503 m el 28 de maig mentre el seu grup de suport tornava a la muntanya. L'endemà al matí, Hillary va descobrir que les seves botes s'havien congelat fora de la tenda. Va passar dues hores escalfant-les abans que ell i Tenzing intentessin l'ascens final. L'última part de l'ascens va incloure una cara de roca de 12 m de més tard anomenada Hillary Step. Hillary va veure un mitjà per enfilar-se per una escletxa de la cara entre la paret de roca i el gel, i Norgay va seguir.
A partir d'aquí, l'esforç següent va ser relativament senzill. Van arribar als 8.847 m del cim, el punt més alt de la Terra, a les 11:30 am. Tal com va dir Hillary, «Uns quants cops més de piolet a la neu ferma, i ens vam posar a sobre».

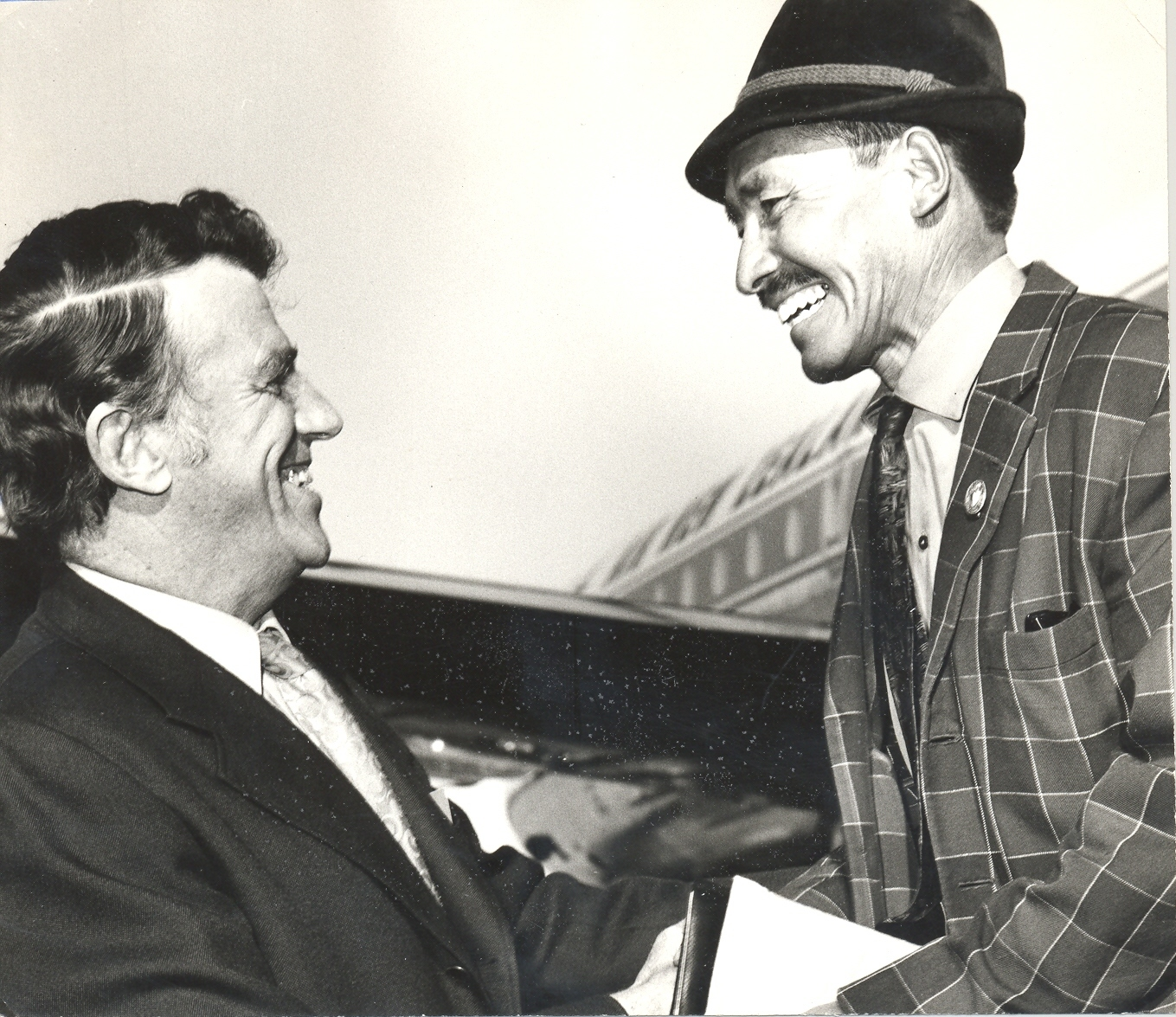
Sir Edmund Hillary saluda a Tenzing Norgay, c. 1971.

Van passar només uns 15 minuts al cim. Hillary va fer la famosa foto de Norgay posant amb el seu piolet, però com que Norgay mai havia utilitzat una càmera, l'ascens de Hillary no es va registrar. No obstant això, segons l'autobiografia de Norgay Man of Everest, quan Norgay es va oferir a fer la fotografia de Hillary, aquest va negar-s'hi: «Li vaig fer signe a Hillary que ara li faria una foto. Però per alguna raó va negar amb el cap; no ho volia». Es van fer fotos addicionals mirant muntanya avall, per tal de veure que havien arribat al cim i documentar que l'ascens no era fals. Els dos van haver de cuidar-se en el descens després de descobrir que la neu a la deriva havia cobert les seves pistes, cosa que complicava la tasca de tornar sobre els seus passos. La primera persona que van trobar va ser Lowe, que havia pujat per amb una sopa calenta.
Després, Norgay va rebre una gran admiració al Nepal i l'Índia. Hillary i Hunt van ser nomenats cavallers per la reina Elisabet II, mentre que Norgay va rebre la medalla George pels seus esforços en l'expedició. S'ha suggerit que el primer ministre indi Jawaharlal Nehru no va donar el permís perquè Norgay fos nomenat cavaller.

No obstant això, hi va haver certa desigualtat, segons National Geographic,
| « | Hillary va ser nomenat cavaller en ser la primera persona coneguda que va pujar al cim de l'Everest. Però Tenzing, que simultàniament va assolir el seu cim, només va rebre una medalla honorífica. En els anys posteriors, hi ha hagut una inquietud creixent per la manca de reconeixement oficial. | » |

Norgay i Hillary van ser les primeres persones a trepitjar de manera concloent el cim de l'Everest, però els periodistes repetien constantment la pregunta: «Qui dels dos homes tenia dret a la glòria de ser el primer, i qui només era el segon, el seguidor?» El coronel Hunt, el líder de l'expedició, va declarar: «Han arribat junts, en equip».
Norgay finalment va acabar amb l'especulació revelant que Hillary va ser el primer a la seva autobiografia de 1955. Va ser escrit per l'escriptor estatunidenc James Ramsay Ullman, ja que Tenzing sabia parlar uns quants idiomes però no sabia llegir ni escriure. Estaven enganxats a 183 cm de distància, amb la major part de la corda de 914 cm en bucles a la mà:
| « | Una mica per sota del cim Hillary i jo ens vam aturar.... No pensava en "primer" i "segon". No em vaig dir, allà dalt hi ha una poma daurada. Faré a un costat a Hillary i correré per ella. Vam seguir lentament, sense parar. I després vam arribar allà. Hillary va trepitjar primer. I vaig fer un pas darrere d'ell... Ara s'ha dit la veritat. I estic disposat a ser jutjat per això. | » |

## Després de l'Everest
Tenzing Norgay es va convertir en el primer director d'entrenament de camp de l’Institut d'Alpinisme de l'Himàlaia a Darjeeling, quan es va crear el 1954.

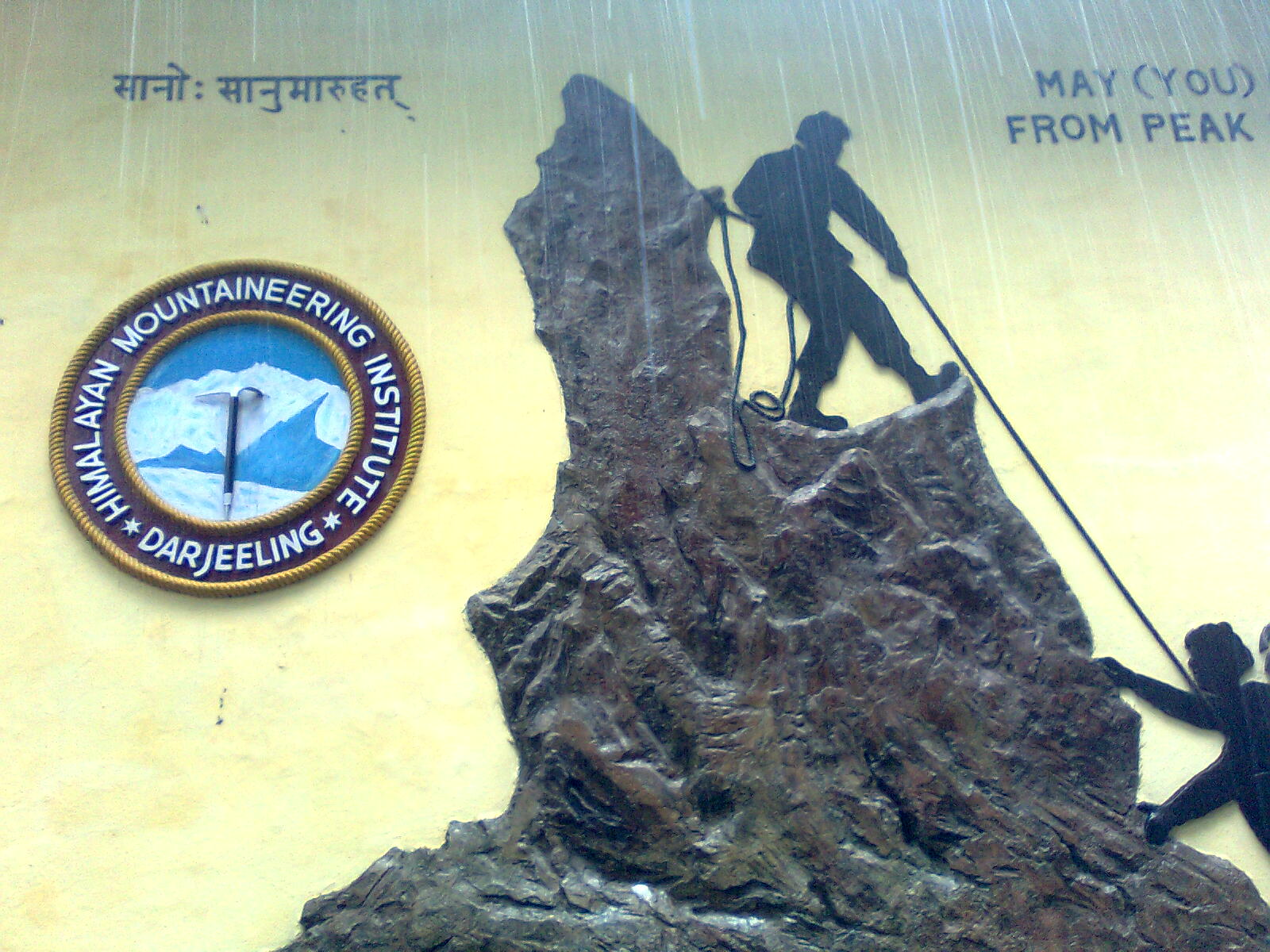
Pots pujar de cim en cim

El gener de 1975, amb permís del rei de Bhutan, Jigme Singye Wangchuck, Norgay va servir com a sirdar (guia) per a la primera festa turística estatunidenca permesa a entrar al país. Reunit per una empresa que llavors es deia Mountain Travel (ara anomenada Mountain Travel-Sobek), el grup va conèixer Norgay a l'Índia abans de començar la caminada. La caminada oficial va començar a Paro, al nord de Bhutan i va incloure una visita al Niu del Tigre (Paro Taktsang), l'antic monestir budista, abans de tornar a l'Índia via Nepal i Sikkim. Norgay fins i tot va presentar el seu grup al rei de Sikkim (l'últim rei de Sikkim, ja que ara Sikkim forma part de l'Índia) i també els va portar a casa seva a l'Índia per a una celebració de comiat.
El 1978, Norgay va fundar Tenzing Norgay Adventures, una empresa que oferia aventures de trekking a l'Himàlaia. A partir de 2021, l'empresa estava dirigida pel seu fill Jamling Tenzing Norgay, que ell mateix va arribar al cim de l'Everest el 1996.
El 10 de maig de 1984, Tenzing Norgay, juntament amb el capità Grp AJS Grewal, director de l'Institut d'Alpinisme de l'Himàlaia, va assistir a les celebracions del 10è aniversari de The School of Adventure, Mysore, Karnataka, celebrades a l'auditori de la Institució d'Enginyers de Mysore.